# 1472 Muonio
1472 Muonio је астероид главног астероидног појаса са средњом удаљеношћу од Сунца која износи 2,234 астрономских јединица (АЈ).
Апсолутна магнитуда астероида је 12,7 а геометријски албедо 0,084.